# キング・ハリド軍事都市
座標: 北緯27度58分55秒 東経45度32分41秒 / 北緯27.981944度 東経45.544722度

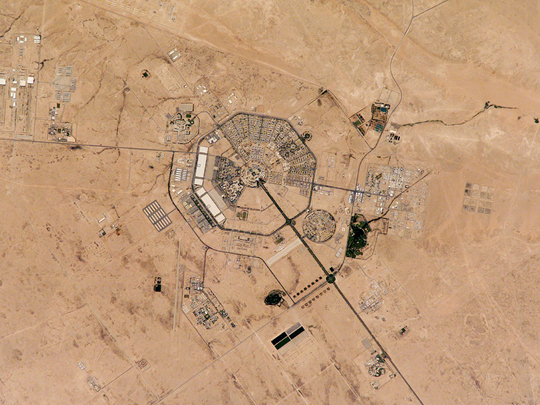
キング・ハリド軍事都市の衛星写真。8角形の一辺の長さは1km、直径は3kmに達する。 (撮影日：2002年7月30日)

キング・ハリド軍事都市（King Khalid Military City/KKMC; アラビア語: مدينة الملك خالد العسكرية; ラテン転写:Madynat al-Malik Khalid al-'Askariyah）は、サウジアラビア北東のアル・バーチン近郊に位置する大型複合軍事施設。1970年代から1980年代にかけて、アメリカ陸軍工兵隊(USACE)の中東師団により、アメリカ軍とサウジ軍の複数の旅団の将兵の駐留のために設計、施工された。
最大6万5千人が居住可能で、これに各種訓練施設、修理補給施設、病院、ショッピングモール、娯楽施設、空軍基地、防空システムが一体となり、全ての施設を含めると30km四方にもなる巨大軍事都市となっている。
基地は当初、建設された場所からアル・バーチン軍事都市と呼ばれていた。しかし、その後この基地を含んだサウジのインフラの発展に尽力した前サウジ王ハーリド・ビン・アブドゥルアズィーズにちなんだ現在の呼び名に変えられた。

## 基地の概要

### 建設の背景
アメリカ陸軍工兵隊は1951年より、サウジ防衛のためにダーラン空軍基地など多くの軍事施設をサウジ国内に建設しており、1965年にはサウジ政府と軍事施設建設の請負協定を結んでいる。
1970年代に入り、周辺諸国からの防衛のために国境沿いに三ヶ所の大型軍事基地を建設する計画が決定され、サウジ政府とアメリカの間で建設契約が結ばれた。
一つ目がイエメンとの国境沿いに作られたキング・ファイサル軍事基地、二つ目がヨルダンとの国境沿いに作られたキング・アブドゥルアズィーズ軍事基地、そして三つ目がイラクとの国境近くに作られたキングハリド軍事都市であり、この中で最大のものであった。
この都市は学校、飛行場、港湾、病院、そして高速道路などを含んだ、アメリカの支援による大型インフラ整備計画の一部でもあった。キング・ハリド軍事都市はこの計画の中でも最大のもので、かつ工兵隊による単体の軍事施設建設計画の中でも最大のものであった。この計画のための予算は13億ドルから200億ドルの間で見積りが存在するが、おおよそ80億USドルに達すると見られている。
この他に、ターイフのターイフ空軍基地やハミース・ムシャイトのキング・ハリド空軍基地がこの時に作られた施設に含まれる。

### 都市の建設
キング・ハリド軍事都市の建設計画は1974年に始まり、そして、クウェートとの国境に近いラアス・アル・ミシュアーブの新しいペルシャ湾岸の港が全ての資材の搬入を処理するために完成した後に建設が開始された。現地の技術者とプロジェクトマネージャーとの共同作業により、計画の様々な段階は1980年代の間に完了した。計画の範囲は非常に広く、21の新しい井戸が水の供給のために掘られ、新たな補給拠点が設けられ、3387棟の多目的地下道を伴った2階建て集合住宅と、5箇所のモスクと関係施設が建設された。また、韓国の建設会社、三煥企業（英: Sam Whan corporation サムファン・コーポレーション）によって都市の側に作られた、世界最大のプレキャストコンクリート工場が都市の建設に使用された。都市は最終的に、1987年に完成した。

### 施設の概要
キング・ハリド軍事都市内の施設に関する具体的な事実は内部が完全非公開であるためによく分かっていないが、二個戦闘旅団を擁する能力があると言われている。
判明している限りの情報によると、一辺1km、直径3kmの八角形の区画を中心に構成されており、八角形の北半分が兵士の居住施設、南半分が商業・娯楽施設となっている。
八角形のすぐ東側に直径800mの区画が接しており、病院及び将校の居住区となっていて、そのすぐ南側にスタジアムや閲兵場がある。これら居住区の南9kmに、長さ3600mの滑走路と完全に掩体化された格納庫をもった空軍基地があり、さらに、これらの施設の周辺に修理補給施設と思われる大型の施設が点在している。
また、都市全体が防空システムと一体化されていて、敵の航空攻撃から都市を防衛している。ビルの内部は極めて近代的で、八角形の中心部分には噴水つきの緑豊かな中庭があり、プール等の娯楽施設は非常に豪華であると言われている。

## 湾岸戦争
湾岸戦争の間、キング・ハリド軍事都市は数千ものアメリカ軍及び多国籍軍の将兵の居住のために使われ、訪れた米軍兵士からは「エメラルド・シティ」と呼ばれた。
当都市の飛行場は、ダーランやリヤドの空軍基地と並んで、戦闘行動中に最も高い頻度で使用されたものの一つである。
戦争の間、キング・ハリド軍事都市はアメリカのパトリオットミサイルによって弾道ミサイルから防衛された。1991年2月21日にイラクは三発のスカッドミサイルをキング・ハリド軍事都市に向けて発射したが、パトリオットミサイルに撃墜されたと伝えられている。

## 現在
全盛期には、数百人のアメリカ陸軍工兵隊将兵の拠点となり、小さなアメリカの都市がサウジの軍事都市の中に発展した。
しかしながら、湾岸戦争後のアメリカのオーバープレゼンスに対するサウジ国内での反米感情の高まりに伴い、アメリカ軍が中東における軍事プレゼンスの軸足をクウェートやカタールに移したため、今日、キング・ハリド軍事都市におけるアメリカの駐留は最小限であり、極僅かなアメリカ政府関係者が生活し、勤務しているのみである。

## 参考図書
歴史群像シリーズ編集部編、2003、『〈図説〉湾岸戦争』、学習研究社（歴史群像シリーズ） ISBN 4-05-603040-5